# Sary-Kenguir
Le Sary-Kenguir ou Kenguir (en russe : Сары-Кенгир) est une rivière du Kazakhstan. Long de 143 km, il coule au Kazakhstan dans l’oblys de Karaganda. C’est un affluent du Каrа-Kenguir.